# Typ georeliéfu

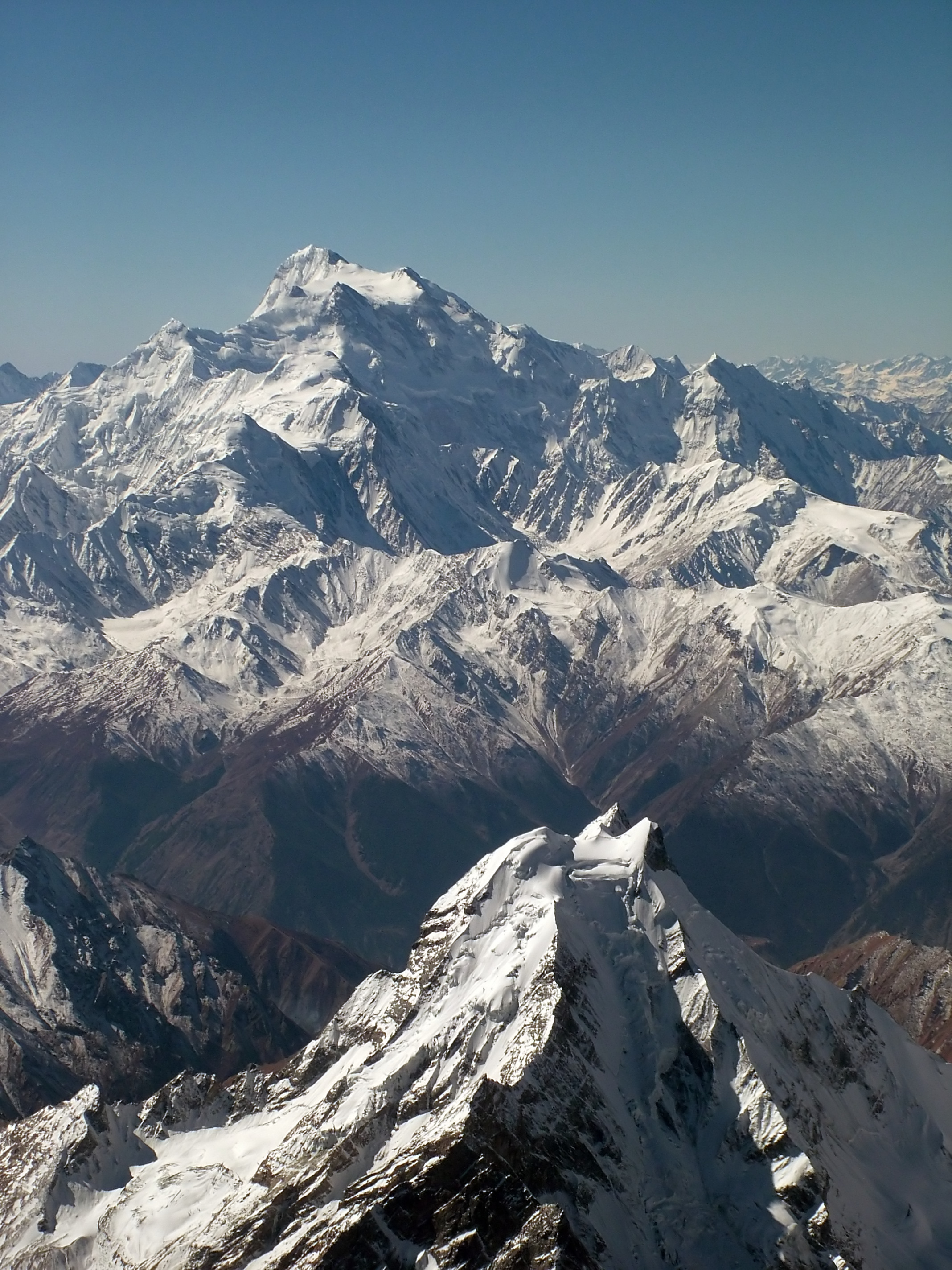
Velehornatina - hora Nanga Parbat

Typ georeliéfu je výrazně omezené území se stejným vzhledem a stejnou  historií vzniku, jehož podoba výrazně závisí na horninách, jejich uložení a pochodech, které na území působily. Existují dva základní typy georeliéfu - nížina a vysočina.
Morfometricky jsou rozlišovány následující typy reliéfu:
| název               | výšková členitost | nadmořská výška |
| ------------------- | ----------------- | --------------- |
| rovina              | do 30 m           |                 |
| plochá pahorkatina  | nad 30 - 75 m     | 200 - 450 m     |
| členitá pahorkatina | nad 75 - 150 m    | 450 - 600 m     |
| plochá vrchovina    | nad 150 - 200 m   | 600 - 750 m     |
| členitá vrchovina   | nad 200 - 300 m   | 750 - 900 m     |
| plochá hornatina    | nad 300 - 450 m   | 900 - 1200 m    |
| členitá hornatina   | nad 450 - 600 m   | 1200 - 1600 m   |
| velehornatina       | více než 600 m    | nad 1600 m      |